# ユーガッタ!CBC
『ユーガッタ!CBC』（ユーガッタ シービーシー）は、1999年3月29日から2006年3月31日までCBCテレビで放送されていた中京広域圏向けのローカルワイドニュース・情報番組である。協力：中日新聞。

## 概要
それまで平日夕方に放送されていた『ミックスパイください』と『CBCニュースワイド』を統合し、『JNNニュースの森』を内包した大型帯番組。
当初は森合康行と住田都史子が総合司会を、竹地祐治と丹野みどりがニュース読みを担当していた。この当時は『ミックスパイ』からの流れでローカルワイド番組色が強く、FAXテーマの募集や占いコーナーなども行っていた。後の番組リニューアルで石塚元章をアンカーマンに据えるようになってからは報道番組色が強まり、スタジオセットの配色もややトーンを抑えたものとなった。
番組は2006年春の改編で終了。替わって、この番組でリポーターを務めていた大石邦彦をメインキャスターに起用した後継番組『イッポウ』がスタートした。

## 放送時間
いずれも日本標準時。1999年中のみプロ野球中継が組まれている日には18:30までの放送（実質的には『JNNニュースの森』開始の18:00まで）で、18時台のローカルニュースはカットされていた。
- 月曜 - 金曜 16:50 - 18:55（1999年3月29日 - 2002年3月29日）
- 月曜 - 金曜 16:45 - 18:55（2002年4月1日 - 2005年4月1日）
- 月曜 - 金曜 16:50 - 18:55（2005年4月4日 - 2006年3月31日）

## 出演者

### 初代キャスター
1999年4月から2000年9月までのメンバー。
- 森合康行（当時CBCアナウンサー） - 総合司会を担当。
- 住田都史子（当時CBCアナウンサー） - 総合司会を担当。
- 竹地祐治（当時CBCアナウンサー） - 報道を担当。
- 丹野みどり（当時CBCアナウンサー） - 報道を担当。

### 2代目キャスター
2000年10月から2003年9月までのメンバー。
- 石塚元章（CBC報道部デスク・論説委員）
- 丹野みどり
- 森合康行

### 3代目キャスター
2003年10月から2006年3月までのメンバー。
- 石塚元章
- 丹野みどり
- 石井亮次（CBCアナウンサー） - 月曜・火曜・金曜担当。
- 沢朋宏（CBCアナウンサー） - 水曜・木曜担当。

### リポーター
- 森合康行 - 2003年9月からは週後半の中継リポーターも兼任。
- 大石邦彦（CBCアナウンサー） - 「大石で行こう」のコーナーを担当。番組リニューアル以前には中継リポーターも兼任していた。
- 加藤由香（CBCアナウンサー） - 月曜のコーナーと中継リポーターを兼任。
- 中西直輝（当時CBCアナウンサー） - 火曜のコーナーを担当。
- 占部沙矢香（当時CBCアナウンサー） - 水曜のコーナーを担当。番組リニューアル以前には木曜のコーナーを担当していた。
- 青池奈津子（当時CBCアナウンサー） - 木曜のコーナーを担当。番組リニューアル以前には水曜のコーナーを担当していた。
- 若狭敬一（CBCアナウンサー） - 金曜のコーナーを担当。
- 丸山蘭那（当時CBCアナウンサー） - 中継リポーターを担当。
- 青木まな（CBCアナウンサー） - 中継リポーターその他を担当。番組リニューアル以前には「青木まなの行ってきます!」のコーナーを担当していた。
- MORI MOMO - 『ミックスパイ』からの継続出演者で、日替わり情報コーナーでリポーターを務めていた。

### その他の主な出演者
- 北村泰宏（気象予報士） - 天気予報を担当。
- 山口智充（DonDokoDon） - 毎回視聴者プレゼントの内容をギターを弾きながら自作の歌に乗せて紹介していた。

### ナレーター
- 江崎明
- 小堀勝啓（当時CBCアナウンサー）
- 渡辺美香（CBCアナウンサー） - コーナーナレーションを担当。

## 放送内容
- 16:50から17:00頃までは東海3県のローカルニュースを伝えていた。
- 17:00から17:10頃までは後述の日替わり情報コーナー「情報大接近」を放送。
- その後の時間帯は天気予報、中継、「ワイドショー見聞録」のコーナー、および番組発足当時より続く後述の「大石で行こう」のコーナーなどを実施。
- 17:30頃からはローカルニュースと天気予報を放送。
- 17:50からはTBS発の全国ニュースを放送。2005年3月25日までは『JNNニュースの森』を、それ以降は『JNNイブニング・ニュース』を放送していた。
- 18:16からは再びローカルニュースを伝えていた。月曜には、番組とは別に傑作選も放送する「カメラアイ」を実施。
- 終わりに特集、ニュース、天気予報などを放送。

### 情報大接近
毎回様々なローカルタウン情報を伝えていた日替わりコーナーで、CBCのアナウンサーたちとMORI MOMOがリポーターを務めていた。並びは実施時期順。
- 月曜
  - 青木まなの行ってきます!
  - ピカピカ！聞き耳ダンボ
- 火曜
  - モリモモの生活向上隊
  - モリモモのネタの姿煮
  - ヘルスのツボ
- 水曜
  - グルメバトル
  - 名古屋ぐるぐるグルメ
- 木曜
  - 進め!業界ウラ通り
  - 行ってきまーす!
- 金曜
  - 週末パーナピ
  - 右往左往
  - 金曜現場主義
  - モリモモのネタの姿煮 - 火曜から移動。

### 大石で行こう
大石邦彦の冠コーナー。月曜 - 木曜のものと金曜のものとでは放送内容が異なっていた。
- 月曜 - 木曜
  - 大石が東海3県各地を取材した映像を放送。コーナー冒頭と締めの言葉は中継先からの生中継。
- 金曜
  - 全国の映像素材を放送。この曜日のみ大石は取材を行わず、コーナー冒頭と締めの言葉のみを担当。中継担当日ではないので、その冒頭と締めの言葉も調整室（番組ディレクターがいるCBC本社2階の部屋）で収録したものを流していた。